# 126. center za zračni nadzor, javljanje, izvidništvo in vodenje (Vojska Srbije)
126. center za zračni nadzor, javljanje, izvidništvo in vodenje (kratica: 126. VOJIN center) je vojaški center, ki deluje v okviru Vojnega letalstva in zračne obrambe Oboroženih sil Srbije.

## Zgodovina
Brigada je bila ustanovljena oktobra 1992.

## Sestava
- Poveljstvo
- Poveljniška četa
- 20. zračnonadzorni in kontrolni center
- 31. VOJIN bataljon
- Vojnoletalska vzdrževalna in podporna četa